# Ferienpark Weerterbergen

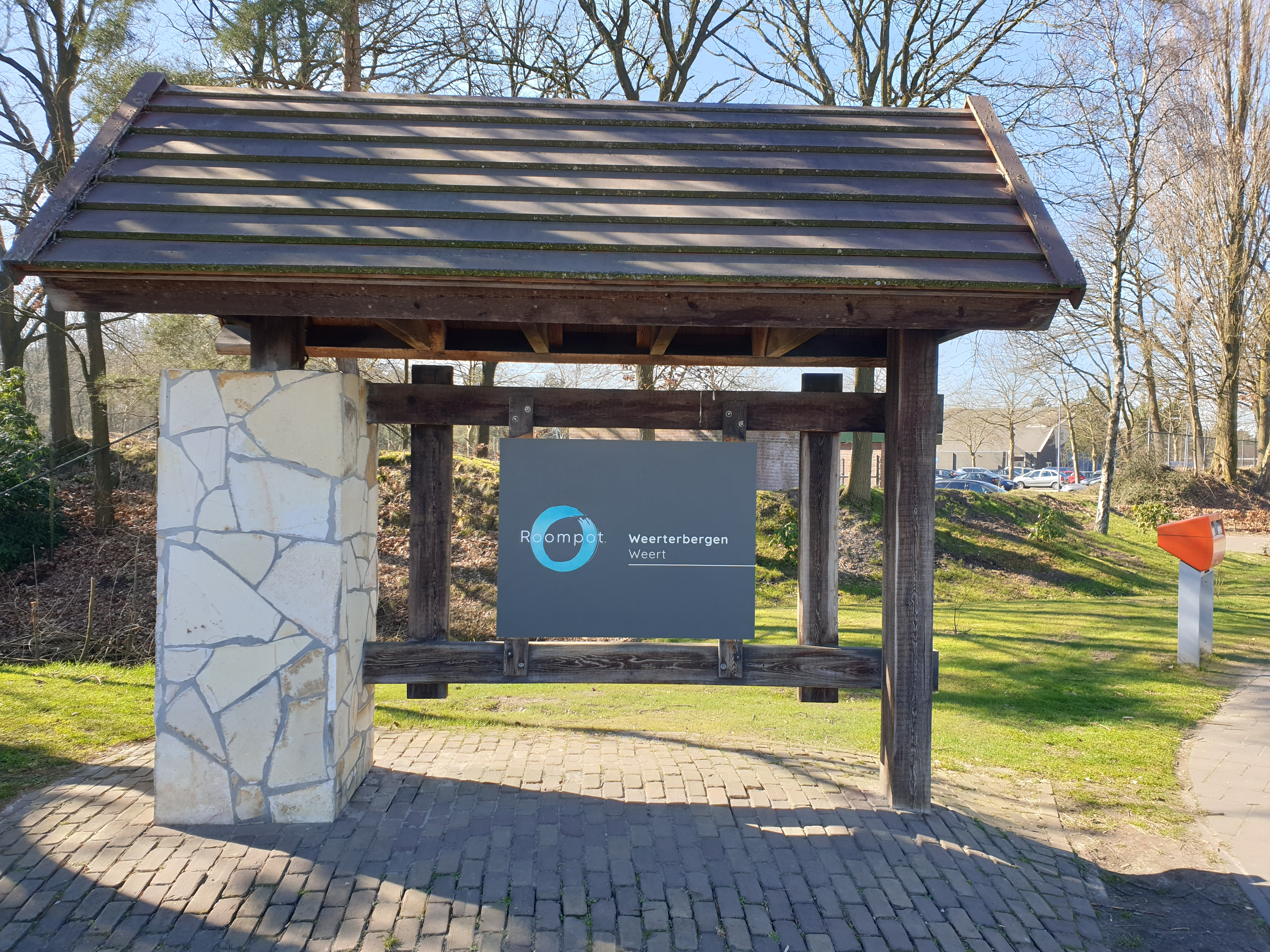

Der Ferienpark Weerterbergen ist ein niederländischer Ferienpark, der im limburgischen Weert liegt. Der vom Freizeitparkbetreiber Landal geführte Park besteht aus 543 Unterkünften und beschäftigt 2600 Arbeitskräfte, von denen 1200 vollzeit angestellt sind.

## Geschichte
Ende des 19. Jahrhunderts wurde zwischen Antwerpen und Mönchengladbach der Eiserne Rhein gebaut. Um diese Bahnlinie an bestehende Trassen anzubinden, wurde nördlich des Geuzendijk in Weert Sand ausgehoben. Das dadurch entstandene Moor erhielt den Namen Tranchée, nach dem französischen Wort für Graben. Im Jahr 1959 wurde dort vom und für das damalige Episcopal College ein Freizeitzentrum errichtet, das aus einem Freibad und Sportplätzen bestand. Der Entwurf dieses ländlichen Rückzugsortes stammt vom Architekten Pierre Weegels in Zusammenarbeit mit dem Künstler Harrie Martens.
Im Jahr 1982 wurde der Ferienpark Weerterbergen von der Firma Vendorado (im Besitz der Vendex-Gruppe) auf einer Gesamtfläche von 42 Hektar gebaut. ABP investierte 50 Millionen in den Park und wurde offiziell Eigentümer, die Verwaltung des Parks übernahm Vendorado. 1984 wurde der Park schließlich unter dem Namen Vendorado eröffnet. Die Muttergesellschaft Vendex beschloss fünf Jahre später, das Image ihrer Vendorado-Parks zu ändern und gründete 1989 Gran Dorado Leisure NV. Ab 1990 erhielten die Ferienparks den Namen Gran Dorado. Im Jahr 2002 wurde Pierre & Vacances Eigentümer dieses Ferienparks und er wurde unter dem Namen Landal GreenParks weitergeführt. Auf Drängen der niederländischen Wettbewerbsbehörde wurde der Park unter dem Namen Roompot Vakantiepark Weerterbergen weitergeführt. Durch die Fusion von Roompot und Landal GreenParks im Jahr 2023 wird der Park in Weerterbergen ab Herbst 2024 unter der neuen Marke Landal geführt.
Im Jahre 2016 übernahm die französische Firma PAI Partners Roompot für rund 500 Millionen Euro von der niederländischen Firma Gilde Investment und kündigte für den Ferienpark Weerterbergen Renovierungen in Höhe von 3 Millionen Euro an. Weerterbergen war einer der ersten Parks, für den Renovierungen angekündigt wurden. Im September 2020 erfolgte die Übernahme Roompots durch die KKR & Co Inc. durch eine Zahlung in Höhe von rund einer Milliarde Euro. Die Renovierungen halten seitdem an, auf der Homepage sind vermehrt Unterkünfte mit dem Label "Restyled" versehen. Im Mai 2024 berichtete die Aachener Zeitung, dass sämtliche Roompot-Parks in Zukunft unter dem Namen Landal GreenParks vertrieben werden. Die durch die Fusion entstandene Marke Landal nennt den Herbst 2024 als Startzeitpunkt des Umbenennung und Umgestaltung der Parks.

## Ausstattung
Von insgesamt 15 unterschiedlichen Bungalowtypen sind zwei Typen mit Boot und Wasserzugang ausgestattet. Der Park hält einige kulinarische Einrichtungen bereit, so gibt es die Pizzeria Penna Pentola, den Imbiss Billys Burger, ein Pfannkuchenhaus und ein Restaurant. Auch sportlich können sich Parkbesucher vielseitig betätigen: Neben einem Schwimmbad gibt es Fußball- und Basketballfelder, eine Minigolfanlage und verschiedene Indoor-Aktivitäten. Speziell für Kinder gibt es weitere Angebote wie den Kids Club, einen Indoor-Spielplatz und Parkmaskottchen Koos. Im Hafenbereich lassen sich zahlreiche Fahrzeuge ausleihen. Neben Bollerwagen, Karts und Fahrrädern können die Besucher auch Tretboote ausleihen und damit die Wasserlandschaft des Parks erkunden.

## Kritik
In einer 2018 durchgeführten Untersuchung in fünf Limburger Ferienparks zählte Weerterbergen neben zwei weiteren Parks zu denen, deren Proben zu viele Bakterien aufwiesen. Das Bakterium E. Coli wurde parkübergreifend in fast der Hälfte aller untersuchten Wohnungen nachgewiesen, die Reinigung der Häuser für unterdurchschnittlich befunden.

## Sonstiges
Im Zuge des Angriffs auf die Ukraine zeigte sich Roompot bereit, ukrainische Flüchtlinge aufzunehmen. Schon in der Vergangenheit hatte der Park Flüchtlinge aus anderen Ländern aufgenommen.
2017 wurde der Park zum zweiten Mal mit dem "Kids Vakantie Aanbieder Award" in der Kategorie Ferienparks ausgezeichnet.
Seit 2024 sind, aufgrund des Arbeitskräftemangels im Ferienpark, 15 internationale Arbeitskräfte in fünf Häusern des Parks untergebracht. Die Gemeinde Weert erteilte dazu eine auf zehn Jahre befristete Genehmigung.